# Epic Productions
Epic Productions est une société de production de cinéma américaine créée vers 1987-1988 et qui ferme ses portes en juillet 1998.

## Historique
Dans les environs de 1987-1988, Crédit lyonnais met en place une société de production cinématographique, baptisé Epic Productions et commence à négocier pour des tournages. Après la sortie de nombreux films durant l'année 1990 et 1991, le Crédit lyonnais perd confiance envers l'équipe administrative de la compagnie et place à sa tête, John Peters en 1992. 
Le dernier film de la compagnie est L'Impasse qui sort en 1993. Après cela, Epic ne sort plus aucun film et se recentre sur la gestion de catalogue vidéo. En effet, le Crédit lyonnais achète de nombreux studios indépendants ainsi que les librairies vidéos. Elle confie la gestion de ces films à Epic et John Peters.
En 1997, l'ensemble du catalogue détenu par Epic est vendu à PolyGram Filmed Entertainment avant d'être cédé à Metro-Goldwyn-Mayer en 1999. Epic Productions ferme ses portes en juillet 1998 officiellement.

## Filmographie partielle
- 1990 : Heidi - Le sentier du courage
- 1990 : Bad Influence
- 1990 : L'Ambulance
- 1992 : Au-dessus de la loi
- 1993 : L'Impasse